# Запис Ђаковића јасен у Дубокићу (Ресник)
Запис Ђаковића јасен у Дубокићу (Ресник) се налази на парцели чији је власник Ђаковић Милан.

## Локација
| Општина             | Крагујевац                                                                  |
| Катастарска општина | Ресник                                                                      |
| Потес               | Дубокић                                                                     |
| Координате          | 44° 07′ 24″ С; 20° 55′ 52″ И / 44.123199999999997° С; 20.931000000000001° И |
| Надморска висина    | 0m                                                                          |

## Карактеристике
Дендрометријске вредности утврђене на терену и сателитским снимцима:
| Стабло                     | Јасен |
| Висина стабла              | m     |
| Обим дебла                 | m     |
| Пречник крошње             | 14m   |
| Пречник дебла              | m     |
| Висина дебла до прве гране | m     |

## База записа
Запис је у оквиру Викимедија пројекта "Запис - Свето дрво" заведен под редним бројем 0551.